# Actio utilis suo nomine
Actio utilis suo nomine (lub krócej actio utilis) – w prawie rzymskim powództwo analogiczne służące cesjonariuszowi przeciwko dłużnikom z nabytych w drodze cesji wierzytelności.

## Rozwój historyczny i charakterystyka powództwa
Powództwo zaczęto przyznawać w czasach Antoninusa Piusa na mocy cesarskiego reskryptu. Początkowo służyło realizacji wierzytelności wchodzących w skład kupionego spadku. Cesjonariusz wnosił ją we własnym imieniu (suo nomine) – dążył więc do zaspokojenia własnego prawa podmiotowego (przelanego poprzez kupno spadku), a nie realizacji wierzytelności w cudzym (spadkobiercy) imieniu (alieno nomine).
Udzielając skargi, pretor traktował cesjonariusza jako wierzyciela a nie wykonawcę cudzej wierzytelności (np. prokuratora czy kognitora) wnoszącego skargę alieno nomine. Jeżeli pretor miał jakąkolwiek wątpliwość czy powodowi przysługuje prawo podmiotowe, wówczas nie udzielał powództwa. Cesjonariusz działał samodzielnie – bez jakiegokolwiek umocowania ze strony cedenta. Nie istniała więc możliwość wygaśnięcia czy cofnięcia pełnomocnictwa.
W prawie poklasycznym na mocy kolejnych konstytucji cesarskich zaczęto przyznawać actio utilis suo nomine cesjonariuszom, którzy nabyli wierzytelności z innych tytułów prawnych niż kupno spadku, np. nabytych poprzez kupno poszczególnych wierzytelności, zapis, posag. Ostatecznie prawo justyniańskie przyznawało actio utilis również osobie obdarowanej wierzytelnością.